# 西山川 (大阪府)
西山川（にしやまがわ）は、大阪府高槻市北西部を流れる川。芥川の支流であり、淀川の2次支流。一級河川の起点は高槻市塚脇2丁目。

## 流域
大阪府高槻市北部を流れる、芥川の支流であり、淀川の二次支流。一級河川の起点は高槻市塚脇2丁目。その後市道塚脇浦堂線A2に沿って南流し、西之川原一丁目と二丁目の境界付近で芥川中流部左岸に注ぐ。高槻市城山、松が丘、清水谷方面の丘陵からの水や、芥川からの分水が流入する。田園地帯を流れる性質上取水のための用水路として利用されており、天井川を呈する。

## 流域の自治体
大阪府高槻市のみ。